# 27289 Myrahalpin
27289 Myrahalpin è un asteroide della fascia principale. Scoperto nel 2000, presenta un'orbita caratterizzata da un semiasse maggiore pari a 2,5796334 UA e da un'eccentricità di 0,1983060, inclinata di 3,84489° rispetto all'eclittica.